# 雲取賞
雲取賞（くもとりしょう）は、特別区競馬組合が大井競馬場で施行する地方競馬（南関東公営競馬）の重賞競走（ダートグレード競走、JpnIII）である。
レース名は東京都最高峰の山である雲取山に由来する。
副賞は特別区競馬組合管理者賞、地方競馬全国協会理事長賞（2025年）。

## 概要
南関東クラシックの登竜門として2018年まで準重賞として実施していたが南関東3歳路線の充実のため、2019年よりSIIIの重賞に格上げされた。その際に施行距離が1600mから羽田盃と同じ1800mに延長されている。南関東限定戦として行われた最終年の2023年は、京浜盃及び羽田盃のトライアルに設定されていた。
2024年に、前年まで南関東限定戦であった羽田盃と東京ダービーがJpnIのダートグレード競走となってジャパンダートダービーから改称の上施行時期を秋に移したジャパンダートクラシックとともにダート三冠を形成することになり、本競走もダート三冠の前哨戦としてJpnIIIのダートグレード競走に衣替えし、中央所属の上位2頭と5着以内の地方所属上位2頭に羽田盃の優先出走権が付与される競走となった。
南関東限定戦であった時代には勝ち馬から多くの活躍馬が出た。重賞昇格以前の勝ち馬には、ロツキータイガー、サンライフテイオー、サプライズパワー、エスプリシーズなど南関東を代表する馬が名を連ね、重賞昇格後も第1回の勝ち馬ヒカリオーソは東京ダービーを、第2回のゴールドホイヤーは羽田盃をそれぞれ制し、重賞格上げ後2年連続で南関東三冠の勝ち馬を輩出した。

### 条件・賞金等

#### 2025年
出典：
出走資格
- サラブレッド系3歳、中央・地方選定馬
  - 中央所属馬の出走枠は3頭[8]。
  - サンライズカップの優勝馬とJBC2歳優駿の地方最先着馬は、雲取賞または京浜盃のいずれかの選定においてその成績が重視される（優先出走権ではない）[9]。

負担重量
- 賞金別定。56kg、牝馬54kg（南半球産2kg減）を基本に、JRA所属馬は本年2月14日までの収得賞金500万円超、地方所属馬は本年2月14日までの地方所属時の総収得賞金1200万円超で1kg増

賞金額
1着2400万円、2着840万円、3着480万円、4着240万円、5着120万円、着外手当20万円
優先出走権付与
- 地方馬は上位2頭、中央馬は5着以内の上位2頭に羽田盃の優先出走権が付与される[9]。

## 歴代優勝馬
全て大井競馬場ダート1800mで施行。
| 回数  | 施行日        | 優勝馬           | 性齢 | 所属 | タイム | 優勝騎手   | 管理調教師 | 馬主                     |
| ----- | ------------- | ---------------- | ---- | ---- | ------ | ---------- | ---------- | ------------------------ |
| 第1回 | 2019年2月7日  | ヒカリオーソ     | 牡3  | 川崎 | 1:55.8 | 瀧川寿希也 | 岩本洋     | 西森鶴                   |
| 第2回 | 2020年2月6日  | ゴールドホイヤー | 牡3  | 川崎 | 1:56.1 | 吉原寛人   | 岩本洋     | 岡田初江                 |
| 第3回 | 2021年2月18日 | ランリョウオー   | 牡3  | 浦和 | 1:54.6 | 本橋孝太   | 小久保智   | 糸井政三                 |
| 第4回 | 2022年2月10日 | シャルフジン     | 牡3  | 船橋 | 1:51.7 | 御神本訓史 | 川島正一   | 吉田勝己                 |
| 第5回 | 2023年2月23日 | ヒーローコール   | 牡3  | 浦和 | 1:54.4 | 森泰斗     | 小久保智   | 山口裕介                 |
| 第6回 | 2024年2月14日 | ブルーサン       | 牡3  | JRA  | 1:55.2 | 和田竜二   | 川村禎彦   | 石瀬浩三                 |
| 第7回 | 2025年2月19日 | ジャナドリア     | 牡3  | JRA  | 1:55.8 | C.ルメール | 武井亮     | （有）サンデーレーシング |

出典：南関東4競馬場公式「雲取賞競走優勝馬」https://www.nankankeiba.com/win_uma/72.do